# Кухня маорі

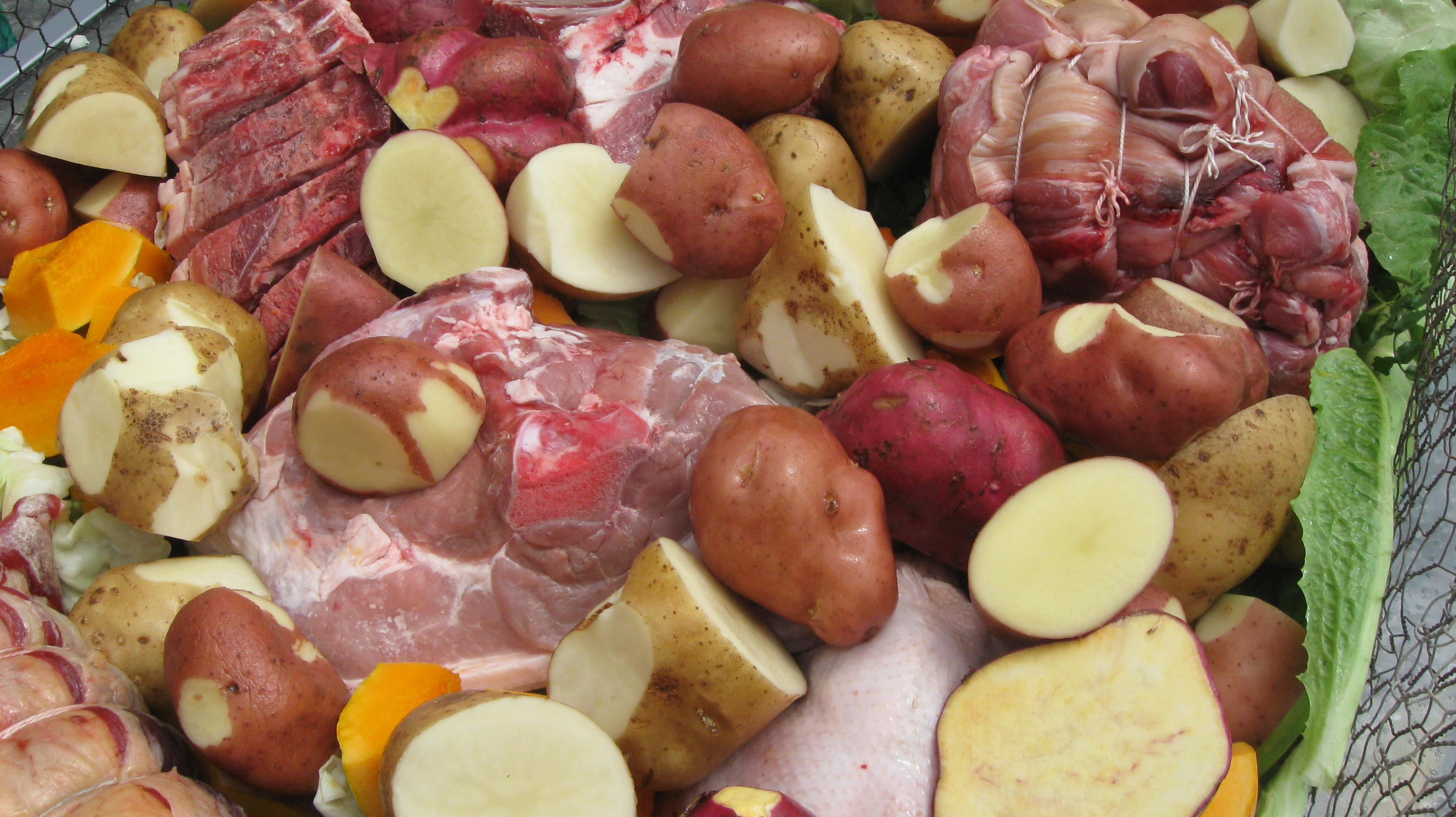
Інгредієнти для приготування в земляній печі «Ханги»

Маорійська кухня — сукупність кулінарних традицій новозеландського народу маорі. Традиційна дієта маорі відрізнялася малим різноманіттям продуктів і містила багато харчових волокон і білка, але мало жиру в порівнянні з сучасною європейською , її називають серед факторів малого поширення неінфекційних захворювань серед представників цього народу . Сучасні маорі вживають мало фруктів і багато насичених жирів, що призводить до підвищення ризику захворюваності метаболічним синдромом та серцево-судинними захворюваннями .

## Споконвічні продукти
Предки маорі, які прибули на острови Нової Зеландії в XIII—XV століттях, привезли з собою знайомі їм продукти: батат, ямс, таро, брусонетію та Cordyline fruticosa, проте їх довелося адаптувати на новому місці через більш холодний клімат . Крім того, в їжу почали вживати місцеві рослини: кореневища папороті рарауфе  були основою маорійської дієти, також в їжу йшли інші папороті та їх кореневища і пагони, листя, кореневища і насіння пальм, листові рослини (особливо осот шорсткий) гриби (дощовики, опеньки, аурікулярія густоволосиста), ягоди, фрукти та насіння (Corynocarpus laevigatus , Lophomyrtus bullata, Neomyrtus і хінау)  .
Джерелом тваринного білка були людське м'ясо, полинезійський щур, собака курі, моа, новозеландські гуси (до знищення) та інші птахи: пастушок-уека, новозеландський голуб, туї, качка фіо, такахе та кілька видів морських птахів . Маорі їли і деревних личинок (маорі  huhu ) .
Крім того, в раціон входили дари моря: риба, тюлені, кити, дельфіни, вугрі, молюски (Echyridella menziesi , Perna canalicula , Amphibola crenata, Evechinus chloroticus , Пауа, Austrovenus stutchburyi, Paphies australis, Paphies ventricosa і Paphies subtriangulata ), ракоподібні і водорості (Pyropia columbina та інші) .
Звичайним напоєм виступала проста вода . При хворобі вживали різноманітні настоянки та тонізуючі напої з води з фруктами, водоростями та ягодами .
Вживання в їжу психотропних та наркотичних речовин не практикувалося за винятком підготовки до битви .

Продукти традиційного раціону маорі
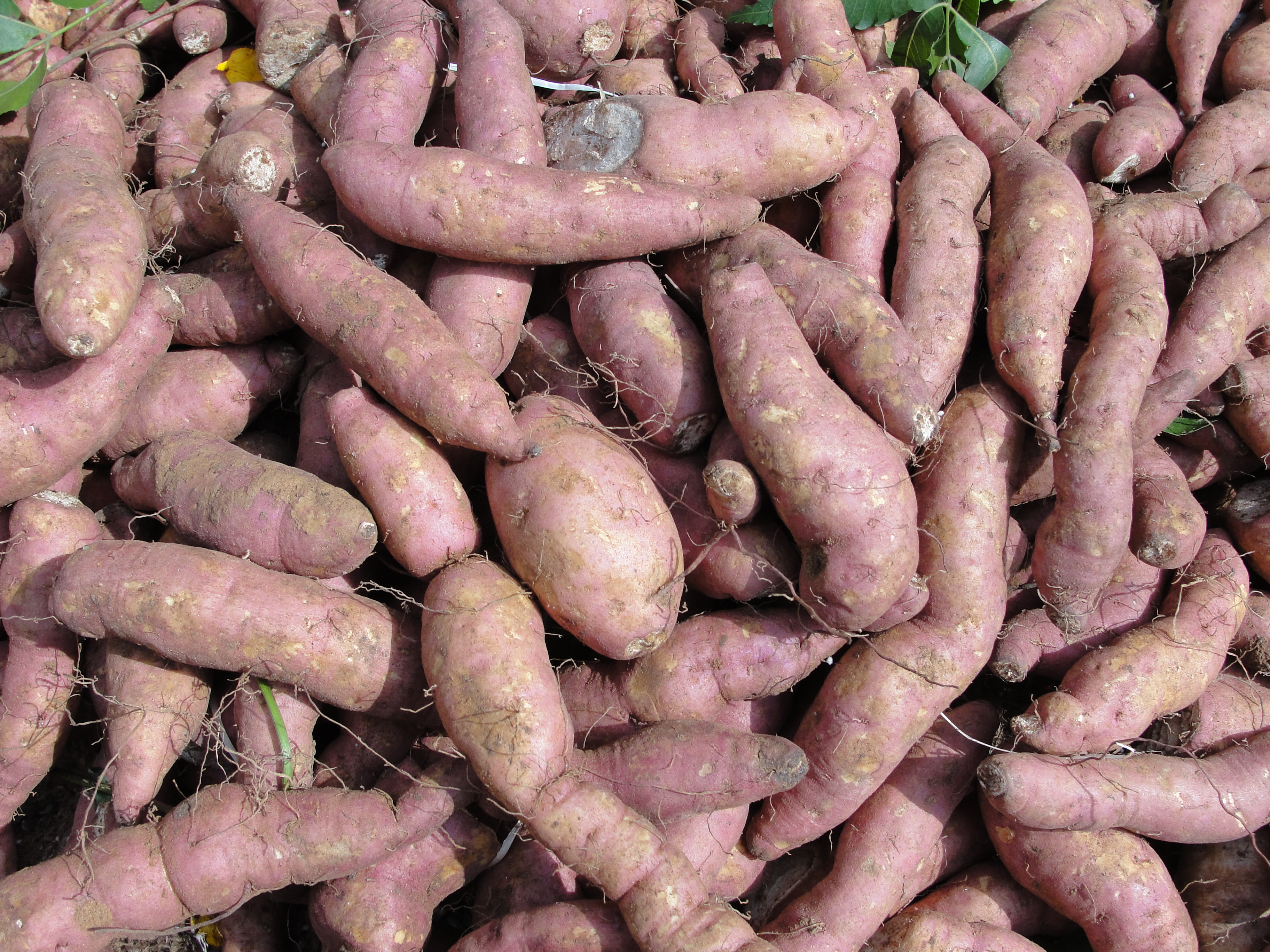
Батат — основа традиційної кухні
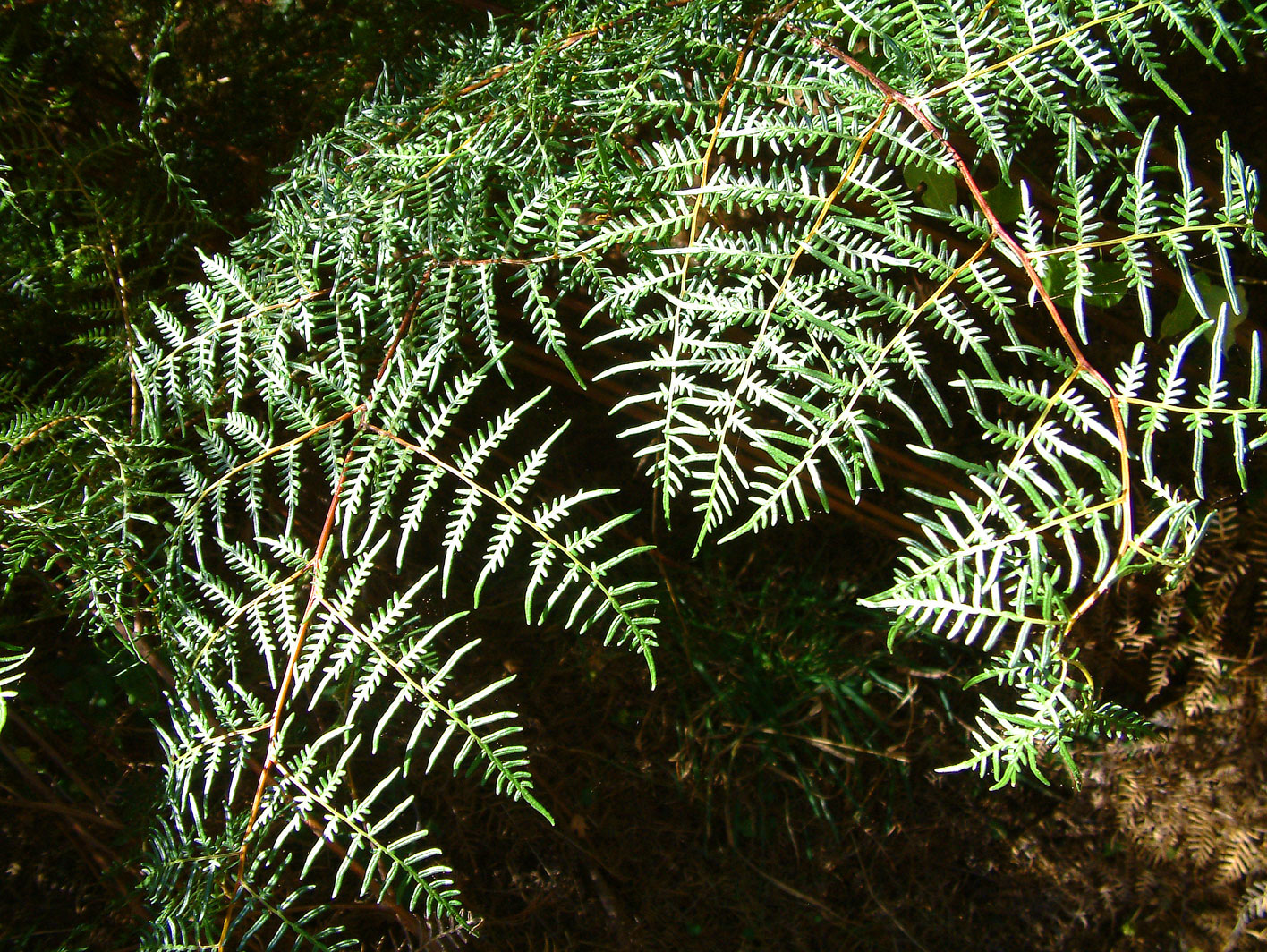
Папороть рарауфе
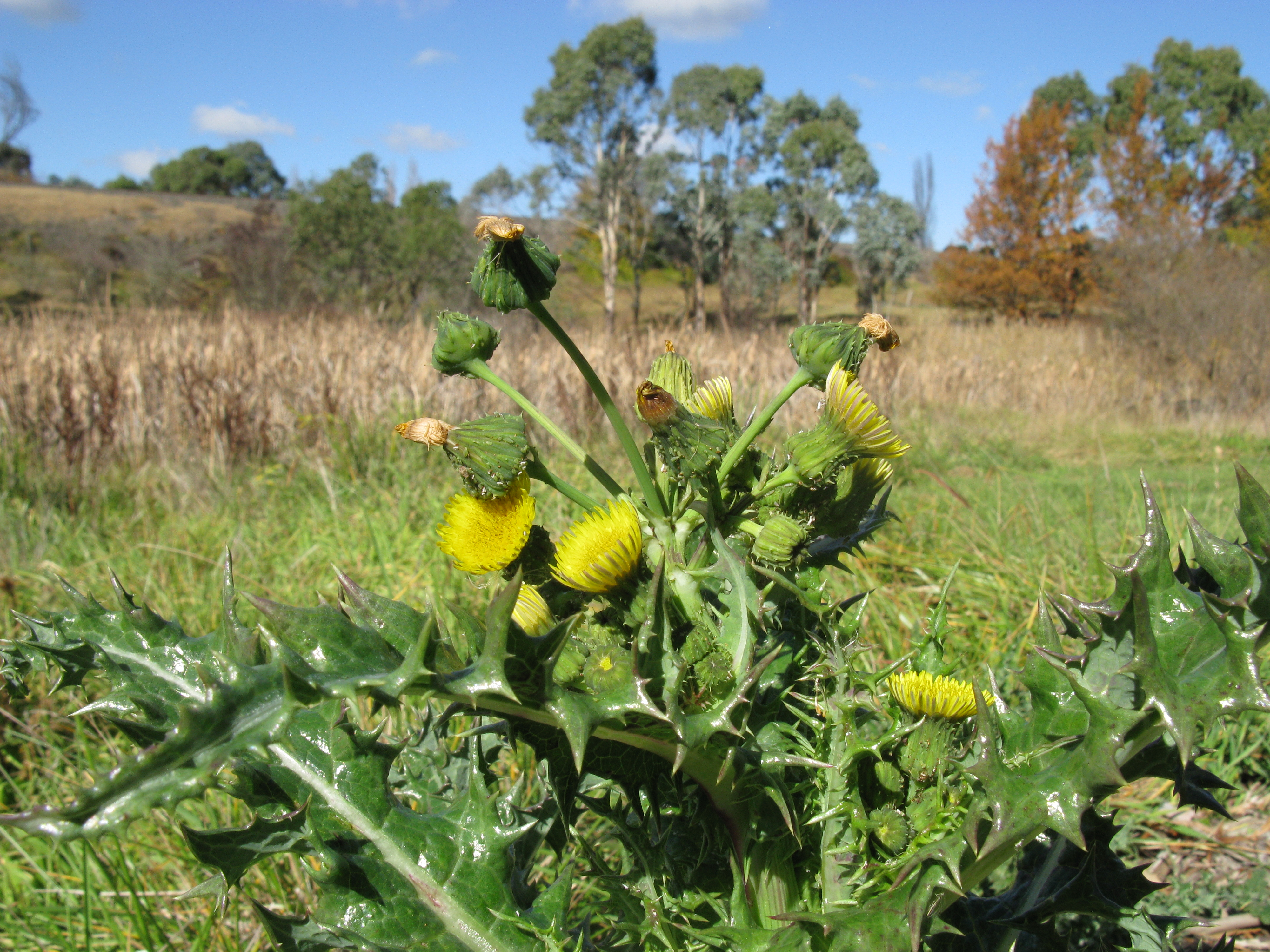
Осот

## Сільськогосподарські технології
На відміну від решти Полінезії, в Новій Зеландії більш помірний клімат, який не дозволяє так само активно займатися землеробством; через це навіть у найродючиших районах культивація рослин давала менше половини раціону . Маорі розробили методики збільшення плодоношення: вони додавали в ґрунт гравій, пісок, мушлі молюсків та деревне вугілля, а також вирощували рослини в горлянках .
Рибу ловили в особливих, священних для племені місцях. Рибальство вважалося чоловічою роботою, а збір молюсків - жіночою .

## Приготування їжі

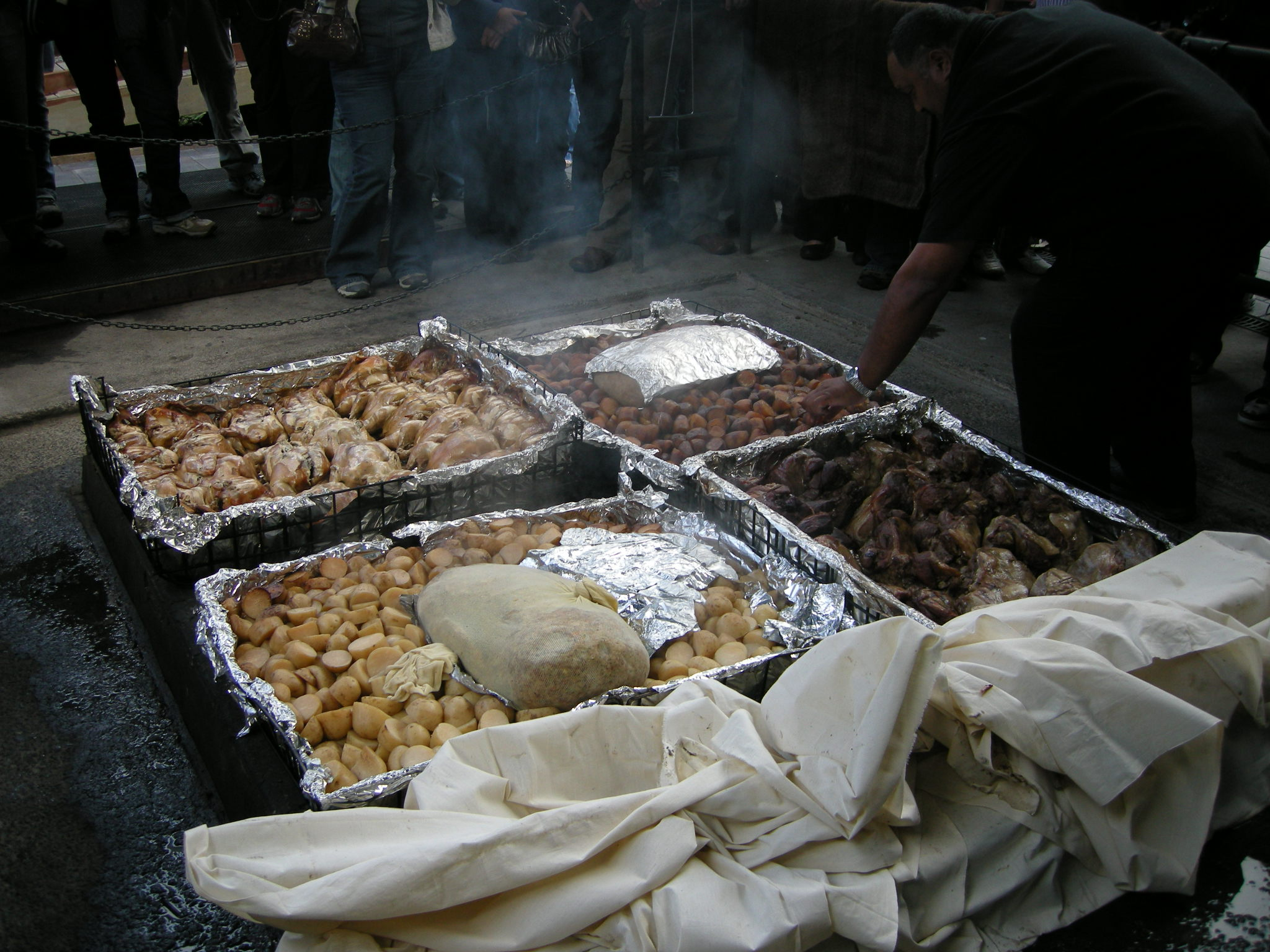
Приготування їжі в хангі

Для готування використовувалося окреме приміщення, або процес відбувався на відкритому повітрі . Основний метод готування — запікання в земляній печі хангі (маорі hāngī). Піч складалася з ями в землі, в яку вкладалися розпечене каміння, їх поливали водою для створення пари. Поверх каменів розташовувалося м'ясо, потім овочі; поверх них накладали листя або тканину, сплетену з новозеландського льону і накидали землю, що залишилася від викопування . Готування в хангі займає 2—3 години  .
Крім хангі, використовувалося запікання риби і птиці на шампурах з гілок, а також безпосередньо на вугіллі - в глині або листі.
Маорі не знали гончарної справи, тому для нагріву води клали в гарбузову посудину з нею розпечене каміння.
Одна з відомих страв — суп (або приправа) торої (маорі toroi), свіжі молюски, зварені з осотом . Після освоєння європейських продуктів з'явилася нова страва, «вариво» (англ. boil-up): в киплячій воді варять свинячі кістки з м'ясом, осотом і картоплею; зверху на каструлю іноді викладають галушки з води і борошна . Привезена європейцями кукурудза дала початок кільком новим страв: ферментованій кукурудзі(маорі kānga pirau), кукурудзяній каші з содою (маорі kānga pungarehu) і десерту з вареної з бататовим пюре кукурудзяної крупи (маорі kānga waru) .
З появою пшеничного борошна маорі створили три різновиди випічки: бездріжджовий хліб (маорі rewena) на картопляній заквасці, бездріжджовий хмиз (маорі paraoa parai), смажений в олії, а також коржик (маорі takakau) .
В кінці XX століття традиційна їжа (маорі kai Māori) поступилася місцем європейській, але приготування їжі в хангі все ще використовується для громадських заходів .
Станом на 2004 рік 4 з 5 маорі вживали boil-up як мінімум раз на рік .

## Заготовки
Великі кількості їжі запасати про запас і для торгівлі. Їжу сушили на сонці, вітрі або розпечених каменях, жирну птицю консервували у власному жиру, рибу і річкових раків заквашували в проточній воді .
Батат та інші продукти поміщали в спеціальні сховища, захищені від опадів і шкідників .

## Європейське вплив
Після прибуття європейців маорійська кухня збагатилася пшеничним борошном, свининою, бараниною, козлятиною і курятиною, картоплею, кукурудзою, гарбузом, морквою та капустою . Основою раціону стали свинина, осот та картопля .

## Вплив на здоров'я

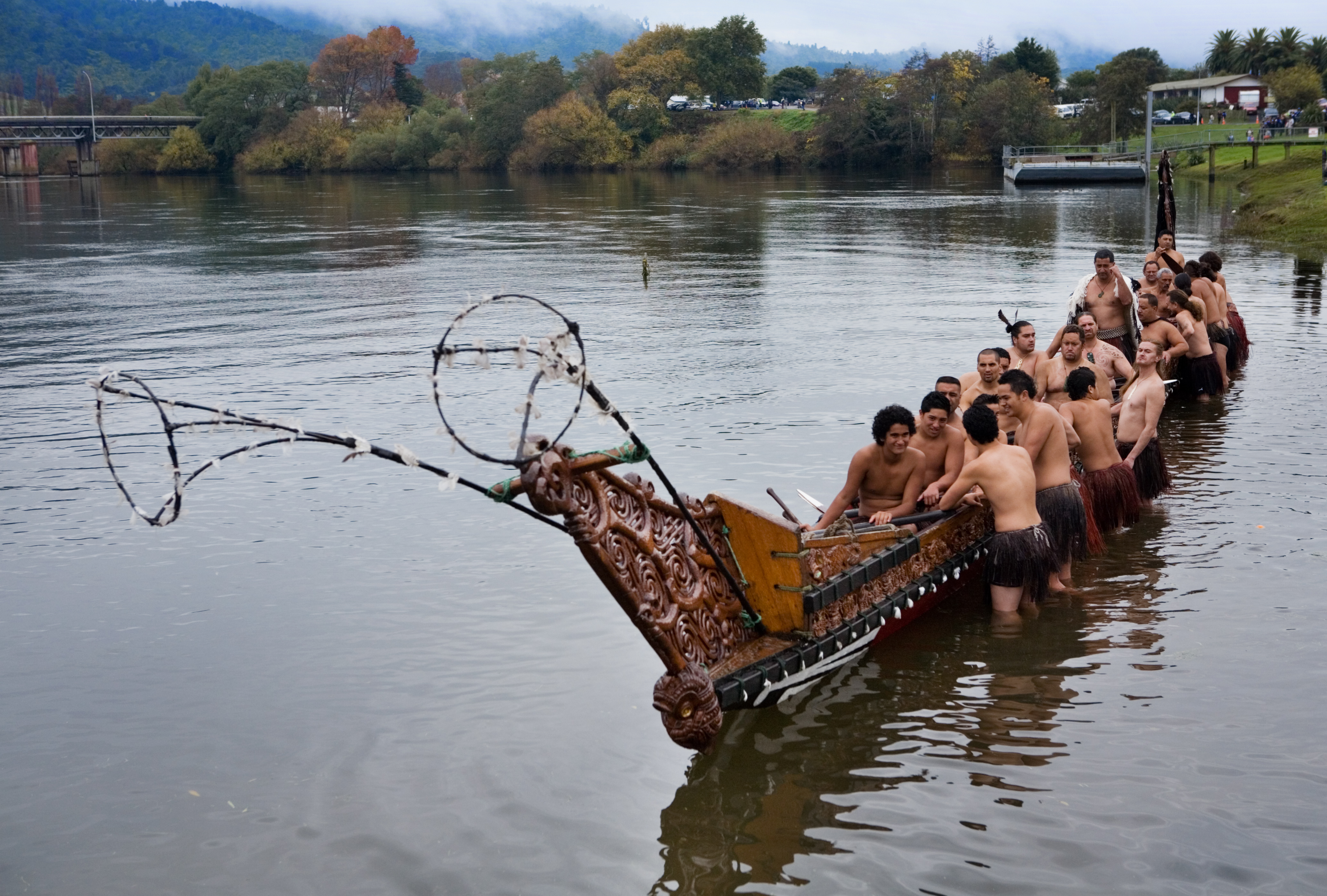
Історично маорі була потрібна постійна фізична активність

Багато продуктів харчування, що входили в звичайний раціон маорі, мають лікувальні властивості та багаті вітамінами .
Корінь кордиліни південної містить до 90 % фруктози, в перерахунку на вагу в свіжому стані кордиліна є найкращим джерелом легкозасвоюваних вуглеводів, ніж цукрова тростина або цукровий буряк 
Кореневище папороті рарауфе  містить канцерогенову шикімову кислоту і токсини — птакілозіди .
Сучасні харчові звички, запозичені маорі у європейців, можуть мати негативний вплив на здоров'я представників цього народу. Маорі вживають більше баранини, морепродуктів, риби в клярі, батату, крес-салату та гарбуза, ніж європейці . Традиційні продукти зазвичай вживають на зборах, хоча, згідно з опитуванням, найбільш популярною стравою там є салати, потім йдуть морепродукти та м'ясо . 13,7 % опитаних повідомили, що на зборах вживають їжу з хангі, а 7 % — boil-up, причому половина опитаних не видаляли надлишок жиру з м'яса перед приготуванням .

## Додаткова література
- Andrew Crowe. A field guide to the native edible plants of New Zealand. — Penguin, 2004. — С. 192. — ISBN 9780143019220.
- Burton, David. David Burton's New Zealand food and cookery. — David Bateman, 2009. — ISBN 9781869537289.